# 佩尼亚福特的雷蒙德
佩尼亚福特的聖雷孟（IPA：[ˈsan rəˈmon də ˌpɛɲəˈfɔɾ]；1175年？—1275年1月6日）是13世纪西班牙天主教聖人，为第三任道明会总会长和教会法学家。他现在是西班牙王国教会法和所有法律的主保聖人。

## 中文译名
此圣人的中文译名有：“聖雷孟”，“佩尼亚福特的雷蒙德”，“佩那福特的雷蒙”，“圣雷蒙多·德佩尼亚福特”等。

## 生平
出生于佩尼亚福特。从小接受良好教育。大约30岁时前往意大利博洛尼亚大学进修公民法和教会法，获得博士学位。1219年被任命为巴塞罗那教区副主教。1222年加入道明会。短暂担任过塔拉戈纳总主教，道明会总会长。1275年1月6日在巴塞罗那去世。